# Kostel svatého Františka z Assisi (Hervartov)
Kostel svatého Františka z Assisi je dřevěný římskokatolický (v minulosti i evangelický) kostel z konce 15. století, který se nachází ve slovenské obci Hervartov v okrese Bardejov. Jedná se o nejstarší a nejzachovalejší dřevěný kostelík na Slovensku. Od roku 1968 je kostelík a jeho zeď národní kulturní památkou. V roce 2008 byl zapsán spolu s dalšími sedmi dřevěnými kostely do seznamu Světového dědictví UNESCO.

## Popis

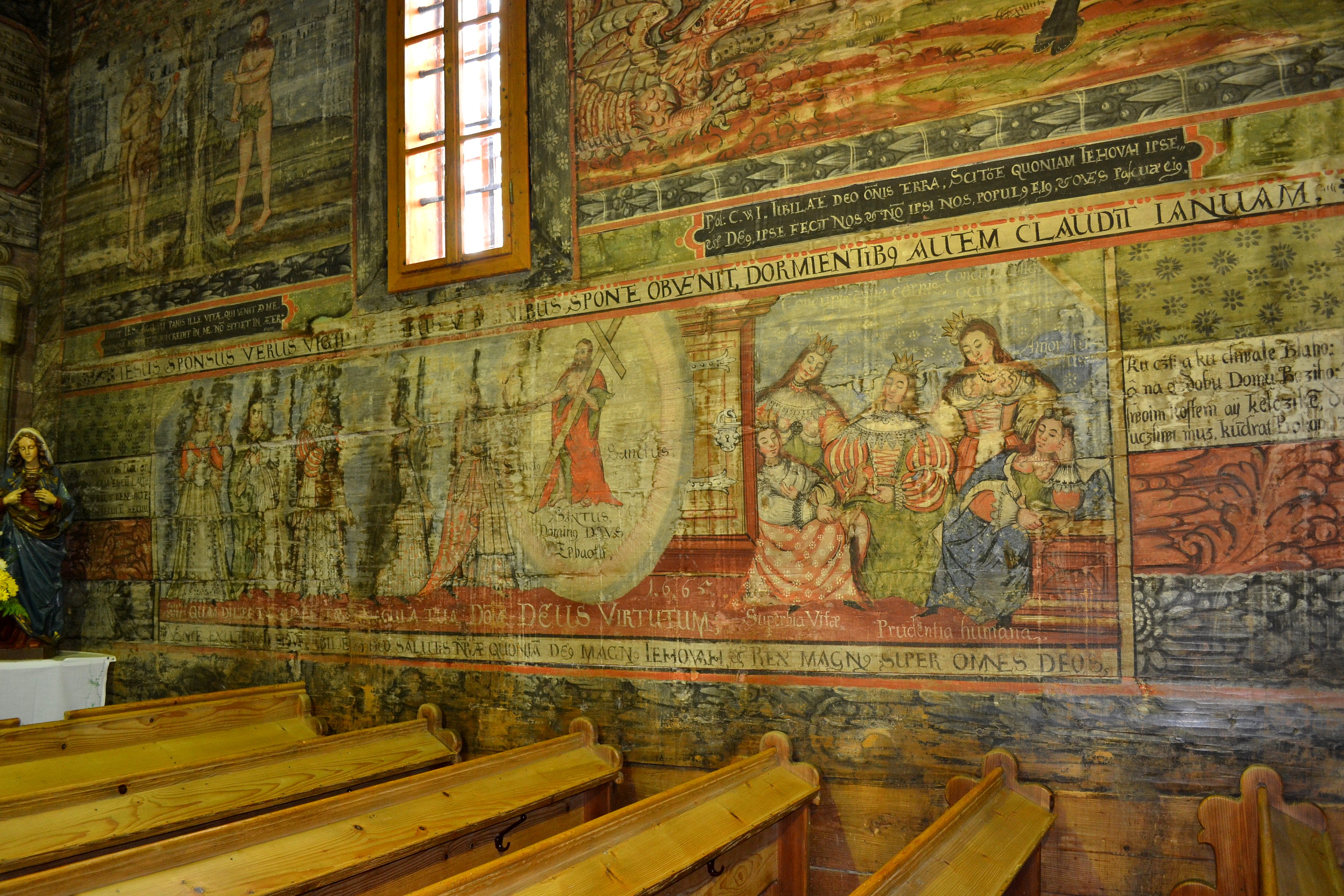
Malovaná výzdoba interiéru

Jednolodní kostel s dominantní věží sloupovo-rámové konstrukce. Loď krytá strmou sedlovou střechou s malou věžičkou (sanktusníkem). Stavba byla postavena ve stylu gotiky. Kostel se skládá z polygonálního presbytáře, pravoúhlé lodě, malé sakristie a z podvěží. Jeho interiér zdobí gotické tabulové obrazy a nástěnné malby z roku 1655 a 1805. Exteriér kostela zůstal skoro nezměněn ale interiér prošel několika úpravami, které měla za příčinu reformace, rekatolizace a barokní sloh. V 70. letech 20. století byly po restaurování obnoveny původní malby.

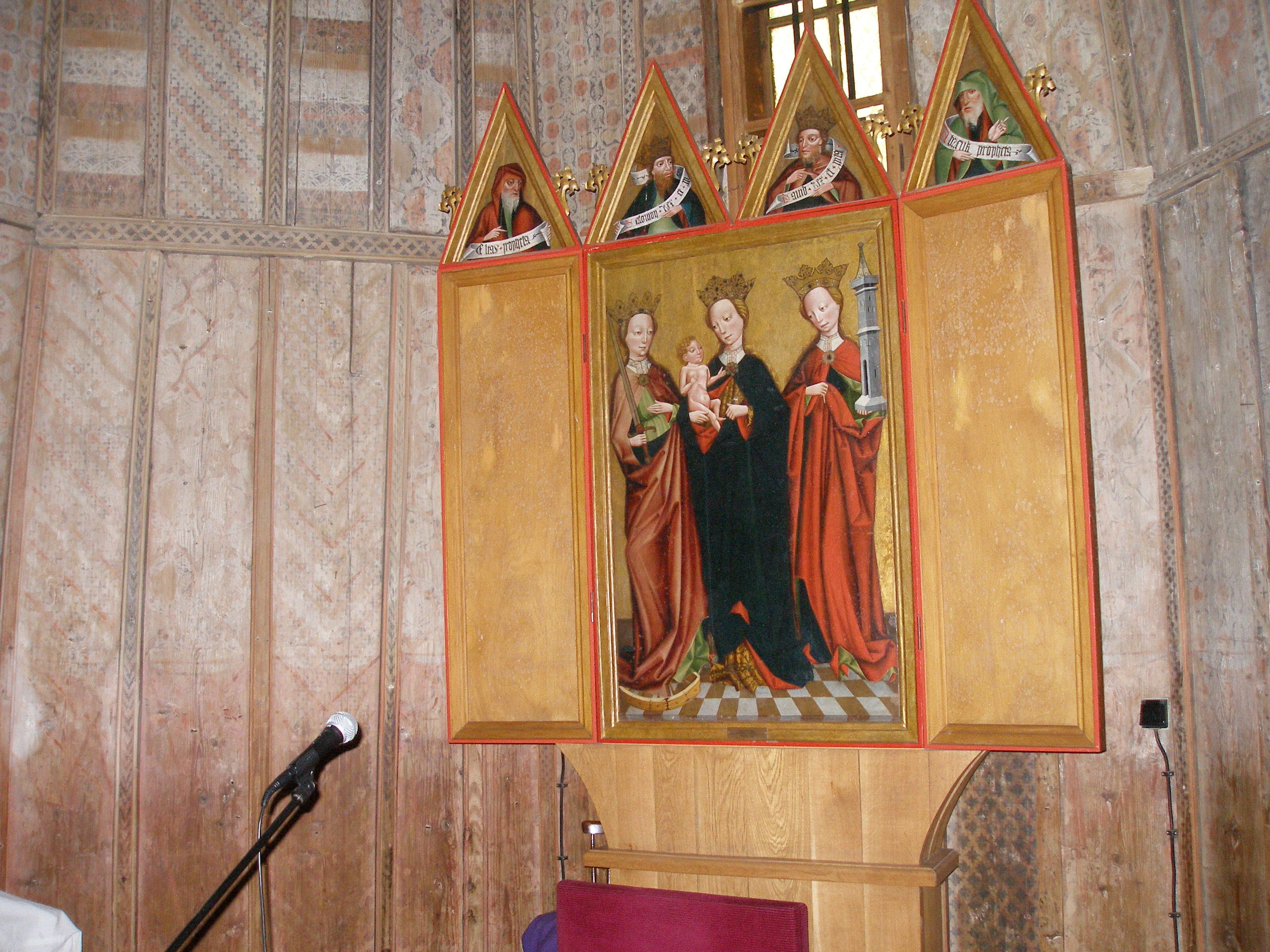
Pozdně gotický oltář

Kostelu dominuje oltář sv. Kateřiny, Panny Marie a sv. Barbory, který byl zrekonstruován ve druhé polovině 90. let. Mezi další památky patří pozdně obraz sv. Františka z Assisi, sv. Kryštofa a sv. Kateřiny Sienské. Ostatní památky jako originální křídla oltáře, dřevěný skříňkový svatostánek ze začátku 16. století a přenosný oltářík z roku 1514 jsou uloženy v Národním muzeu v Budapešti. Boční oltář z roku 1524 se nachází na bardejovské radnici.
Kostel je obklopen kamennou zdí a několika mohutnými lípami.